# Haplogrupo L (ADN-Y)
Em genética humana, o haplogrupo L (ADN-Y) é um haplogrupo do cromossoma Y humano definido principalmente pela mutação M20, que deriva tal como o haplogrupo T, do haplogrupo LT. Provávelmente de origem mediterrânica à 30.000 anos. Atualmente apresenta densidade mais elevadas no Paquistão e na India em diferentes ramificações e com valores mais baixos, no Líbano Este haplogrupo não foi encontrado na peninsula arábica.
O sub ramo L2a definido pela mutação M349 é conhecido pelo ramo L mediterrânico por se encontrar, embora em baixas percentagens, apenas nos paises do sul da europa desde a Turquia até Portugal. 